# Inundação do Rio Amarelo de 1938

Um mapa da área inundada em 1938

A inundação do Rio Amarelo de 1938 (chinês tradicional: 花園口決堤事件, chinês simplificado: 花园口决堤事件, pinyin: Huāyuánkǒu Juédī Shìjiàn, lit. ‘Incidente do Rompimento da Barragem de Huayuankou’) foi uma inundação causada pelo homem que durou de junho de 1938 a janeiro de 1947, criada pela destruição intencional de diques no Rio Amarelo em Huayuankou, Henan, pelo Exército Revolucionário Nacional (ERN) durante a Segunda Guerra Sino-Japonesa. A primeira onda de inundações atingiu o Condado de Zhongmu em 13 de junho de 1938.
Os comandantes do ERN pretendiam que a inundação funcionasse como uma linha defensiva de terra arrasada contra as Forças Armadas Imperiais Japonesas. Havia três intenções estratégicas de longo prazo por trás da decisão de causar as inundações: primeiro, a inundação em Henan protegeu a seção de Guanzhong da ferrovia Longhai, uma importante rota noroeste usada pela União Soviética para enviar suprimentos ao ERN de agosto de 1937 a março de 1941. Segundo, a inundação de porções significativas de terra e seções ferroviárias dificultou a entrada do exército japonês em Shaanxi, impedindo-os de invadir a bacia de Sichuan, onde ficavam a capital chinesa de guerra Chongqing e a frente interna sudoeste da China. Terceiro, as inundações em Henan e Anhui destruíram grande parte dos trilhos e pontes da ferrovia Pequim–Wuhan, da ferrovia Tianjin–Pukou e da ferrovia Longhai, impedindo assim que os japoneses movessem efetivamente suas forças pelo Norte e Centro da China. A curto prazo, o ERN pretendia usar a inundação para interromper o trânsito rápido de unidades japonesas do Norte da China para áreas próximas de Wuhan.
A inundação alcançou as intenções estratégicas estabelecidas pelos comandantes do ERN; em particular, a Operação 5 japonesa nunca capturou Shaanxi, Sichuan ou Chongqing. No entanto, a inundação teve um custo humano enorme, danos econômicos e impacto ambiental; nas consequências imediatas, 30 000 a 89 000 civis se afogaram nas províncias de Henan, Anhui e Jiangsu, enquanto um total de 400 000 a 500 000 civis morreram por afogamento, fome e peste. O Rio Amarelo foi desviado para um novo curso sobre extensões de terras agrícolas até o reparo dos diques em janeiro de 1947. Cinco milhões de civis viveram em tais terras inundadas até 1947. Inspiradas pelo resultado estratégico, diques em outros lugares da China, especialmente ao longo do Rio Yangtzé, foram posteriormente destruídos tanto por forças chinesas quanto japonesas.

## Destruição dos diques

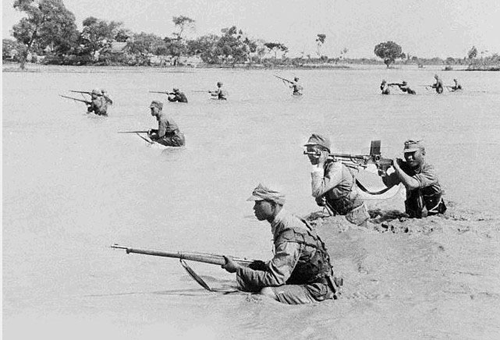
Soldados do Exército Revolucionário Nacional lutando na área inundada do Rio Amarelo

A história militar da China já viu várias instâncias de destruição humana deliberada de diques. Foi atestada em 225 a.C., 219 d.C., 918, 923, 1128, 1232, 1234, 1642 e 1926. Em 1935, Alexander von Falkenhausen foi contratado pelos chineses para escrever um relatório sobre o planejamento estratégico da próxima Guerra Sino-Japonesa. O relatório de Falkenhausen recomendou o uso de uma inundação do Rio Amarelo e foi adotado na Estratégia de Defesa Nacional anual de 1937.
Muitos dos oficiais do Exército Nacional Chinês estavam familiarizados com o uso de inundações, pois o senhor da guerra Wu Peifu as usou contra eles na Expedição do Norte de 1926. A sugestão do uso de inundação foi apresentada entre vários oficiais ao longo de maio de 1938. Em 1º de junho de 1938, numa reunião militar, o Comandante-em-chefe Chiang Kai-shek autorizou a abertura dos diques no Rio Amarelo próximo a Zhengzhou. Após os chineses serem derrotados na Batalha de Xuzhou, a junção de Zhengzhou da Ferrovia Pequim–Wuhan estava ao alcance dos japoneses. O objetivo da operação era parar as tropas japonesas em avanço seguindo uma estratégia de "usar água como substituto para soldados" (以水代兵, pinyin: Yǐshuǐ dàibīng). O Exército Nacional chinês implementou o plano de inundação. O plano original era usar explosivos para destruir o dique de Zhaokou, mas devido a dificuldades naquele local, o dique de Huayuankou, na margem sul do Rio Amarelo, foi destruído em 5 e 7 de junho através de tunelamento, com águas inundando Henan, Anhui e Jiangsu. As inundações cobriram e destruíram milhares de quilômetros quadrados de terras agrícolas, e mudaram o curso do Rio Amarelo centenas de quilômetros para o sul.
Tentativas de selar a brecha e retornar o rio ao seu curso anterior foram feitas em 1946 pelo KMT com assistência da UNRRA. O trabalho começou em março e foi concluído em junho, mas as barragens foram novamente destruídas por grandes fluxos de verão. Reparos subsequentes tiveram sucesso e foram finalmente concluídos em março de 1947.

## Efeito na guerra

### Longo prazo
A inundação teve três intenções estratégicas de longo prazo.
Primeiro, a inundação em Henan protegeu a seção de Shaanxi da ferrovia Longhai, o principal tráfego noroeste onde a União Soviética enviou seus suprimentos militares ao Exército Nacional Chinês de agosto de 1937 a março de 1941. Uma vez que a exportação de armas alemãs para o Exército Nacional Chinês parou em abril de 1938, a União Soviética tornou-se o maior exportador de armas para a China até os Estados Unidos se juntarem.
Segundo, a terra inundada através de Henan e os trilhos inundados da Ferrovia Pequim–Wuhan dificultaram a mobilização do Exército Japonês para Shaanxi. Ao longo da história militar chinesa, Shaanxi sempre é o caminho principal para Sichuan (conhecido como "Shudao" na historiografia) e o plano japonês para entrar na bacia de Sichuan não foi diferente. Proteger Sichuan é importante, pois era onde ficavam a capital de guerra de Chongqing e a frente interna sudoeste.
Terceiro, as inundações em Henan e Anhui esmagaram os trilhos e pontes da Ferrovia Pequim–Wuhan, Ferrovia Tianjin–Pukou e ferrovia Longhai. Isso impediu o Exército Japonês de mobilizar rapidamente suas máquinas e tropas através dos teatros do Norte da China, Centro da China e Noroeste da China.
A inundação alcançou a intenção estratégica acima junto com baixas e danos. Acreditando que os civis os ajudariam, os Comunistas Chineses transformaram a área inundada em um campo de recrutamento, direcionando a raiva dos sobreviventes contra um inimigo comum para trazê-los às suas fileiras. Na década de 1940, a área havia evoluído para uma importante base de guerrilha conhecida como Área Base Yuwansu.

### Curto prazo
O Exército Nacional Chinês aproveitou as oportunidades para cercar o exército japonês atolado. A 14ª divisão foi atolada no Condado de Zhongmu e só pôde se reagrupar em 23 de junho. A isolada 16ª foi esmagada pelo Exército Nacional Chinês no Condado de Weishi em 24 de junho e só pôde se reagrupar em 7 de julho.
A maioria das cidades inundadas e linhas de transporte já havia sido capturada pelos japoneses; após a inundação, os japoneses não conseguiram consolidar seu controle sobre a área. Na verdade, grandes partes dela se tornaram áreas de guerrilha.
A inundação ganhou tempo para a Batalha de Wuhan. A inundação impediu o Exército Japonês de capturar a junção de Zhengzhou da Ferrovia Pequim–Wuhan. Sem intenção, a inundação também destruiu a ponte ferroviária de Bengbu da Ferrovia Tianjin–Pukou. Os japoneses assim não puderam usar nenhuma ferrovia para enviar suas tropas e suprimentos.

## Danos
Após a inundação, o Rio Amarelo foi desviado de seu curso anterior em Huayuankou, e fluiu para o Rio Jialu no Condado de Zhongmu. O novo curso levou o Rio Amarelo ao Rio Shaying na cidade de Zhoujiakou (agora Zhoukou), eventualmente juntando-se ao Rio Huai. A água transbordou desses rios menores, causando destruição generalizada na bacia. De acordo com um relatório pós-guerra, as inundações inundaram 32% da terra e 45% das aldeias em 20 condados afetados.
Além do enorme número de mortos, as áreas inundadas foram afetadas por anos. O campo inundado foi mais ou menos abandonado e todas as colheitas destruídas. Após a recessão das águas, grande parte do solo estava incultivável, pois muito do solo estava coberto de sedimento. Muitas das estruturas públicas e habitações também foram destruídas, deixando qualquer sobrevivente desamparado. Os canais de irrigação também foram arruinados, acrescentando ainda mais ao prejuízo das terras agrícolas.
A destruição também teve um efeito psicológico de longo prazo na população chinesa. 
O governo Nacionalista foi lento em fornecer assistência em desastres.(p40)

## Baixas

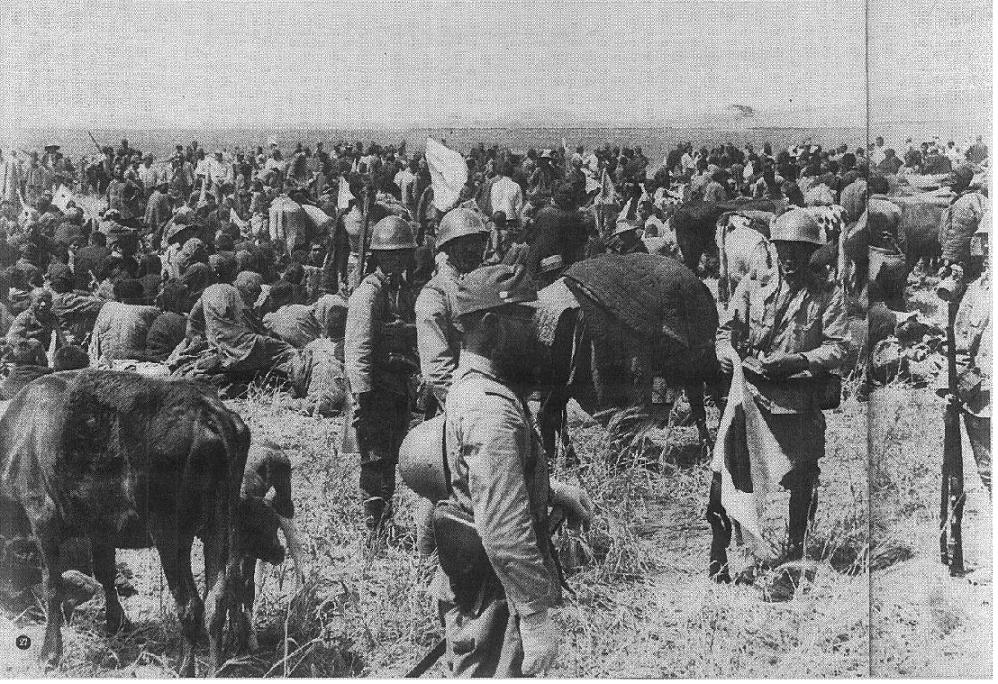
Tropas japonesas guardando refugiados chineses deslocados pela guerra e pela Inundação do Rio Amarelo, China junho-julho de 1938

As mortes imediatas por afogamento foram estimadas entre 30 000 (Kuo Tai-chun, 2015) e 89 000 (Academia Chinesa de Ciências, 1995). Estimativas de mortes totais resultantes de inundações, fome e peste variaram drasticamente. Duas fontes profissionais colocaram entre 400 000 e 500 000, de acordo com Wang Zhibin (1986) e Bi Chunfu (1995), um editor na Comissão de Conservação do Rio Amarelo do Ministério de Recursos Hídricos e um pesquisador nos Segundos Arquivos Históricos da China respectivamente. Uma estimativa muito maior de 893 303 mortes totais dada pelas estatísticas de socorro do governo Nacionalista em 1948 foi desacreditada por sua metodologia não especificada de contagem de corpos e sua aproximação questionável da figura ausente da província de Anhui. As estatísticas de socorro do governo Nacionalista foram ainda maiores que duas estimativas comunistas iniciais na década de 1950, que colocaram as mortes totais em 470 000 e 500 000 respectivamente. No entanto, fontes comunistas subsequentes geralmente mantiveram a figura de 893 303 para retratar o governo Nacionalista como desumano.
As figuras de terra inundada foram exploradas pela propaganda Nacionalista. Inicialmente, o governo Nacionalista afirmou falsamente que a inundação foi causada por bombardeio aéreo japonês, portanto os Nacionalistas inicialmente alegaram 12 milhões de camponeses vivendo em terra inundada para impulsionar o sentimento público anti-japonês. Bi Chunfu (1995) estimou que cinco milhões de camponeses estavam vivendo na terra inundada. A figura de Bi foi ecoada por duas estimativas comunistas iniciais na década de 1950, que estimaram 6,1 milhões e 5 milhões respectivamente.